# Cynipencyrtus
Cynipencyrtus – rodzaj błonkówek z nadrodziny bleskotek. Jedyny przedstawiciel rodziny Cynipencyrtidae.

## Taksonomia
Rodzaj Cynipencyrtus został utworzony przez Tei Ishiego w 1928 roku który włączył do niego dwa gatunki - Cynipencyrtus flavus i Cynipencyrtus bicolor. W 1978 Tetsusaburo Tachikawa zsynonimizował C. bicolor z C. flavus. W 2008 roku Sudhir Singh opisał drugi gatunek Cynipencyrtus indicus. Pierwotnie rodzaj ten był zaliczany do rodziny suskowatych jednak, ze względu na specyficzną budowę morfologiczną, istniały problemy z umiejscowieniem go w obrębie tejże rodziny. W 1985 John LaSalle i John Stuart Noyes przenieśli go do rodziny Tanaostigmatidae. W 1973 Władimir Aleksandrowicz Trjapicin utworzył odrębną rodzinę Cynipencyrtidae, którą uznali John M. Heraty i inni w 2013.

## Zasięg występowania
Przedstawiciele tego podrodzaju występują w Japonii, Chinach oraz Indiach.

## Budowa ciała
Głowa widoczna z przodu okrągła, ma szerokość mniej więcej równą jej wysokości, wierzchołek głowy raczej szeroki, w widoku od góry o szerokości równej około jej połowy. Oczy małe, owalne, przyoczka również małe, ułożone w kształt szeroko rozwartego trójkąta. Rowki na czułki płytkie. Policzki o średniej długości, żeberko potyliczne wąsko zaokrąglone. Żuwaczki z trzema ząbkami, głaszczki szczęk czterosegmentowe, zaś warg trzysegmentowe. Czułki 8 członowe, buławka duża z ukośnie ściętym wierzchołkiem. Mezosoma w widoku od góry z szerokim przedpleczem, mezoscutum w tylnej części nasunięte nad scutellum (które ma trójkątny kształt). Biodra środkowej pary nóg znajdują się w pobliżu tylnej krawędzi mezopleuronu. Gaster jest dłuższy od tułowia, w kształcie podłużnie-jajowaty. Pokładełko niewidoczne bądź widoczne nieznacznie. W przedniej parze skrzydeł żyłki marginalna, postmarginalna i stygmalna stosunkowo długie, żyłka marginalna jest nieco dłuższa od żyłki stygmalnej, zaś postmarginalna nieco dłuższa od marginalnej.
Ubarwienie ciała brązowo-żółte. Skrzydła przeźroczyste.

## Boiologia i ekologia
Przedstawiciele tego rodzaju są parazytoidami błonkówek z rodziny galasówkowatych. Znanymi żywicielami są Dryocosmus kuriphilus żerujący na drzewach z rodzaju kasztan oraz przedstawiciele rodzaju Andricus atakujący  gatunki z rodzaju dąb (Quercus serrata i Quercus leucotrichophora).

## Systematyka
Do Cynipencyrtus zaliczane są 2 gatunki:
- Cynipencyrtus flavus
- Cynipencyrtus indicus